# 地產大王
地產大王是一個用於在地產業有傑出表現的人物，被稱作地產大王的有以下人物。
- 李兆基--香港地產大王[1]
- 霍英東--香港地產大王[2]
- 陳廷驊--香港地產大王[3]
- 王石--中國地產大王[4]
- 張善良--紐約新地產大王（The new king of New York）[5]

## 資料來源
1. ↑  .   [2010-12-28]. （原始内容存档于2016-03-04）.
2. ↑  .   [2010-12-28]. （原始内容存档于2008-06-28）.
3. ↑  http://www.cuhk.edu.hk/iso/bulletin/issue/199901/ccon5.htm
4. ↑  .   [2010-12-28]. （原始内容存档于2010-11-02）.
5. ↑  .   [2010-12-15]. （原始内容存档于2007-08-09）.